# Lingo
Lingo var ett svenskt frågesportsprogram efter internationellt koncept, som sändes på TV4 1993–1997 med Martin Örnroth som programledare och på TV4 Plus 2003 med Harald Treutiger som programledare. Lingo är en ordlek som utnyttjar språkkunskaper och slumpen.
Deltagarna tävlar i par och ska försöka lista ut vilka förutbestämda ord som döljer sig bakom dolda bokstäver, likt mastermind men med bokstäver istället för färger. Slutligen får vinnaren behålla intjänade pengar eller chansa på att femdubbla summan i finalen.
En spinoff kallad Postkodlingo, i samarbete med Postkodlotteriet, sändes på TV4 under 2013, med Henrik Johnsson som programledare.